# Abd-Al·lah ibn Saba
Abd-Al·lah ibn Saba —àrab: عبد الله بن سبأ, ʿAbd Allāh ibn Sabaʾ—, conegut també com a Ibn as-Sawdà, Ibn Harb o Ibn Wahb (segle vii) fou el suposat fundador de la doctrina xiïta.
És l'origen de la secta Sabaiyya o Sababiyya. Segons la tradició abans de la seva conversió era un jueu del Iemen, però això no és cert. Es creu que seria un seguidor d'Alí ibn Abi-Tàlib, gendre de Mahoma, que va refusar reconèixer la seva mort, i seria una persona diferent a un Ibn as-Sawdà amb qui sovint se l'identifica.